# San Andrés (kommun i Honduras, Departamento de Lempira, lat 14,22, long -88,55)
San Andrés är en kommun i Honduras.   Den ligger i departementet Departamento de Lempira, i den västra delen av landet, 150 km väster om huvudstaden Tegucigalpa. Antalet invånare är 10 224.